# Funastrum reflexum
Funastrum reflexum är en oleanderväxtart som beskrevs av Rudolf Schlechter. Funastrum reflexum ingår i släktet Funastrum och familjen oleanderväxter. Inga underarter finns listade i Catalogue of Life.